# Sali Vercellese
Sali Vercellese là một đô thị ở tỉnh Vercelli trong vùng Piedmont thuộc Ý, có cự ly khoảng 60 km về phía đông bắc của Torino và khoảng 6 km về phía tây nam của Vercelli. Tại thời điểm ngày 31 tháng 12 năm 2004, đô thị này có dân số 128 người và diện tích là 8,8 km².
Sali Vercellese giáp các đô thị: Lignana, Salasco, và Vercelli.